# 豪雷吉市 (塔奇拉州)

豪雷吉市（西班牙語：Municipio Jáuregui），是委內瑞拉的一個市，位於該國西南部塔奇拉州，首府設於拉格里塔，面積454平方公里，海拔高度1,450米，2012年人口100,112，人口密度每平方公里220.51人。